# Зубков, Иван Иванович (Герой Украины)
Иван Иванович Зубков (1 ноября 1973 — 20 января 2015) — украинский военный деятель, старший лейтенант. Герой Украины (2015, посмертно).

## Биография
Командир роты огневой поддержки Иван Зубков в январе 2015 года участвовал в деблокировании подразделений во время боёв за Донецкий аэропорт. Во время одного из боев он вызвал огонь артиллерии на себя, прикрыв отход подразделения. 20 января 2015 последний раз выходил на связь и сообщил, что лежит под завалами. Старший лейтенант погиб в результате подрыва второго этажа нового терминала.
Опознан побратимом Александром и по результатам экспертизы ДНК.
1 мая 2015 в Деражне состоялся чин похорон Ивана Зубкова (псевдоним «Краб»). Более пяти тысяч человек пришли, чтобы проводить его в последний путь.
30 декабря 2015 Президент Украины Петр Порошенко, учитывая особые заслуги перед Родиной Ивана Зубкова и учитывая образцовое выполнение поставленных задач личным составом, своим указом постановил присвоить имя Героя Украины старшего лейтенанта Ивана Зубкова 90 отдельной аэромобильной батальона 81 отдельной аэромобильной бригады высокомобильных десантных войск Вооруженных Сил Украины.

## Награды
- Звание Герой Украины с вручением «Золотая Звезда» (10 июня 2015, посмертно) — за исключительное мужество, героизм и самопожертвование, проявленные в защите государственного суверенитета и территориальной целостности Украинского государства, верность военной присяге.[2]
- Медаль УПЦ Киевского патриархата «За жертвенность та любовь к Украине» (посмертно).[3]